# Фер кеч
Фер кеч (енгл. Fair catch), је начин  хватања лопте у америчком фудбалу. Изводи се тако што играч који прихвата пант или почетни ударац сигнализира подигнутом руком или прстима док је она у лету да ће извести фер кеч. Уколико хватач погрешно сигнализира или закасни, тим се кажњава са 5 јарди од места хватања.
Приликом фер кеча тиму који је испуцао лопту забрањено је да дође у контакт са хватачем. Уколико ипак до тога дође, тим који је начинио прекршај кажњава се са 15 јарди.